# August Müller (Politiker, 1757)
August Johann Christoph Müller (* 1. Februar 1757 in Hünighausen; † 21. Mai 1837 in Arolsen) war ein deutscher Jurist, Rentereibeamter und Politiker.

## Leben
Müller war der Sohn des Fürstlich Waldeckischen Amtmanns zu Mengeringhausen Friedrich Hartwig Müller (* Oktober 1717 in Pattensen bei Hannover; † 5. November 1789 in Mengeringhausen) und dessen Ehefrau Dorothea Magdalena geborene Frensdorff (* 23. November 1735 in Schwarzenau (heute Bad Berleburg); † 20. Dezember 1809 in Arolsen), die Tochter des Fürstlich Waldeckischen Hof-Kammerrates in Arolsen August(us) Frensdorff und der Catharina Maria Stirn. Er war evangelisch und heiratete um 1796 Anna Sibille Meisner (* 7. Juni 1774; † 19. Juni 1832 in Arolsen), die Tochter des Haushofmeisters bei Peter von Biron, Herzog von Kurland und Semgallen in Mitau Johann Jakob Ludwig Meisner.
Müller besuchte von 1769 bis 1773 die Schule in Nieder-Wildungen und studierte ab 1774 Rechtswissenschaften an der Universität Gießen und ab 1776 an der Universität Göttingen. Im Jahr 1779 erhielt er die Zulassung als Advokat.
Zwischen 1788 und 1792 wirkte er als Kriegskommissar. 1793 wurde er Kammerassessor, ab 1798 cum voto also mit Stimmrecht. Zum 2. November 1798 wurde er zum Kammerrat befördert und wurde Kommissar bei der Landschaftlichen Verwaltungskammer und Kriegskassenführer (Kriegskommissar). Am 28. Januar 1814 wurde er vorläufig pensioniert und später zum Oberrentereibeamter in Pyrmont ernannt. Ab dem 3. November 1814 war er Fürstlicher Kommissar bei der Landschaftlichen Kammer in Arolsen mit dem Titel Regierungsrat. Am 12. Dezember 1817 wurde er zum Wirklicher Regierungsrat bei der Regierung ernannt und besorgte vor allem das Rechnungswesen.
Nach dem Tod der Fürstin Christiane war Müller während des Schuldenverfahrens Kurator des Vermögens.
Vom 21. Mai 1825 bis 1829 war er Mitglied des Landstandes des Fürstentums Waldeck. Er vertrat die Ritterschaft und Gut Kappel, als Vormund des unmündigen Carl Speirmann.